# Тари
Тари́ (каз. Тары) — станційне селище у складі Кербулацького району Жетисуської області Казахстану. Входить до складу Сарибастауського сільського округу.
Населення — 11 осіб (2021; 33 у 2009, 26 у 1999, 66 у 1989).